# Cornillé-les-Caves
Cornillé-les-Caves è un comune francese di 433 abitanti situato nel dipartimento del Maine e Loira nella regione dei Paesi della Loira.

## Società

### Evoluzione demografica
Abitanti censiti